# Ямамура Со
Со Ямаму́ра  (яп. 山村 聰 Ямамура Со:) , також Сато́сі Ямаму́ра  (яп. 山村 聡 Ямамура Сатосі) , справжнє ім'я Хіроса́да Ко́га (古賀 寛定, 24 лютого 1910, Тенрі, Нара — 26 травня 2000, Токіо) — японський актор театру, кіно та телебачення, режисер декількох фільмів. Лауреат низки кінематографічних премій за найкращу чоловічу роль (першого і другого плану) та режисерський дебют, а також декількох державних нагород .

## Біографія
Со Ямамура (справжнє ім'я та прізвище — Хіросада Кога) народився в Тенрі (префектура Нара) 24 лютого 1910 року. Здобув вищу освіту на факультеті мистецтв Токійського імперського університету, закінчивши його за фахом «Німецька література» в 1935 році. Тоді ж, на початку — в середині 1930-х років, пов'язав своє життя з театром, вступивши в кансайську трупу «нового театру» (сімпа) театральної компанії Shochiku, згодом і виконуючи ролі, і режисуючи постановки. У 1936 і 1942 роках Ямамура також брав участь в організації нових театральних груп Inoue Engeki Dojo т Bunka-za.
У 1944—1945 роках Со Ямамура служив в армії. Повернувшись з військової служби і вже маючи театральний досвід, він пробує свої сили в кінематографі, дебютуючи в 1946 році у фільмі Inochi arukagiri (яп. 命ある限り, букв. «Поки у мене є життя») і зігравши надалі близько 200 ролей, деякі з яких були удостоєні в сукупності призів усієї японської «великої четвірки»: (премії Японської академії, «Кінема Дзюмпо», «Майніті» і «Блакитна стрічка»).
Ямамура був учасником руху «незалежних». У 1950-х роках він почав також продюсувати та ставити фільми, заснувавши в 1951 році незалежну кінокомпанію «лівої» спрямованості Gendai Production Company, а в 1953 році здійснивши свій дебют в режисурі у фільмі «Краболов» (яп. 蟹工船, Канико:сэн) за однойменним пролетарським романом Такідзі Кобаясі.
З середини 1950-х актор, окрім японських, співпрацював і з зарубіжними кінематографістами. Починаючи з 1964 року, Ямамура знімається також на телебаченні, поступово знижуючи активність в кіно, але продовжуючи зніматися там до літнього віку.
Упродовж усього життя Со Ямамура активно захоплювався риболовлею, аж до того, що деякий час володів крамничкою риболовецького приладдя, а в 1974 році випустив у видавництві Futami Shobo Publishing книгу «Рибалячи наодинці» (яп. 釣りひとり, Цурі хіторі) — одночасно свої мемуари та посібник з риболовлі «старого загартування», без застосування моторних човнів, тролінгу та ін..
Со Ямамура продовжував зніматися аж до 1990-х років. Він помер у 90-річному віці, о 4 годині 40 хв. вечора 26 травня 2000 року в лікарні токійського району Накано від інфаркту міокарда.

## Фільмографія
Актор
| Рік  |     | Назва українською                           | Оригінальна назва                       | Транскрипція                                     | Роль                                               |
| ---- | --- | ------------------------------------------- | --------------------------------------- | ------------------------------------------------ | -------------------------------------------------- |
| 1947 |     | 24 часа в магазине в подземке               | 地下街二十四時間                        | Chikagai nijuyojikan                             | бос                                                |
| 1947 |     | Кохання акторки Сумако                      | 女優須磨子の恋                          | Joyû Sumako no koi                               | Хогецу Сімамура                                    |
| 1948 |     | Жінка в зоні тайфуну                        | 颱風圏の女                              | Taifuken no onna                                 | Кодзіма                                            |
| 1949 |     | Метеор                                      | 流星                                    | Ryusei                                           | Йосіо Мацуї                                        |
| 1949 |     | Обличчя великого міста                      | 大都会の顔                              | Daitokai no kao                                  | Аокі                                               |
| 1950 |     | Скарб невинності                            | 処女宝                                  | Shojo takara                                     | Йосітаро Ханава                                    |
| 1950 |     | Білий звір                                  | 白い野獣                                | Shiroi yajû                                      | Рюсюке Ідзумі                                      |
| 1950 |     | Сестри Мунеката                             | 宗方姉妹                                | Munekata kyôdai                                  | Рьосуке Мімура, чоловік Сецуко                     |
| 1950 |     | Портрет пані Юкі                            | 雪夫人絵図                              | Yuki fujin ezu                                   | Татеока                                            |
| 1950 |     | Повернення на батьківщину                   | 帰郷                                    | Kikyō                                            | Онгі                                               |
| 1951 |     | Еріко разом з…                              | えりことともに                          | Eriko to tomoni — Dai ichi-bu                    | Сотаро, батько Еріко                               |
| 1951 |     | Школа свободи                               | 自由学校                                | Jiyû gakkô                                       | Таку Хенмі                                         |
| 1951 |     | Мелодія трясогузки                          | せきれいの曲                            | Sekirei no kyoku                                 | Нобуюкі Сімада                                     |
| 1951 |     | Танцівниця                                  | 舞姫                                    | Maihime                                          | Яґі Мотоо                                          |
| 1951 |     | Пані з Мусасіно                             | 武蔵野夫人                              | Musashino fujin                                  | Ейдзі Оно                                          |
| 1951 |     | Колискова Хібарі                            | ひばりの子守唄                          | Hibari no komoriuta                              | батько Хібарі і Суміре                             |
| 1951 |     | Їжа                                         | めし                                    | Meshi                                            | Рюїтіро Окамото                                    |
| 1951 |     | Хірате Мікі                                 | 平手造酒                                | Hirate Miki                                      | мечник Хірате Мікі                                 |
| 1952 |     | Окуні і Гохей                               | お国と五平                              | Okuni to Gohei                                   | Томонодзьо                                         |
| 1952 |     | Золоте яйце                                 | 金の卵                                  | Kin no tamago: Golden girl                       | асистент                                           |
| 1952 |     | Сучасні люди                                | 現代人                                  | Gendai-jin                                       | батько Морі                                        |
| 1952 |     | Жінка, яка доторкалася до ніг               | 足にさわった女                          | Ashi ni sawatta onna                             | романіст Ясукіті Сакадо                            |
| 1952 |     | Квітучий пагорб                             | 丘は花ざかり                            | Oka wa hanazakari                                | Норо Рьодзо                                        |
| 1952 |     | Дівчинка з яблуневого саду                  | リンゴ園の少女                          | Ringo-en no shojo                                | Тецуро Номура                                      |
| 1953 |     | Дми, весняний вітерець                      | 吹けよ春風                              | Fukeyo haru kaze                                 | чоловік                                            |
| 1953 |     | Вигнання                                    | 村八分                                  | Murahatibu                                       | журналіст Хонда                                    |
| 1953 |     | Мініатюра                                   | 縮図                                    | Shukuzu                                          | Вакабаясі                                          |
| 1953 |     | Краболов                                    | 蟹工船                                  | Kanikôsen                                        | Мацукі                                             |
| 1953 |     | Токійська повість                           | 東京物語                                | Tôkyô monogatari                                 | старший син Коїті Хіраями                          |
| 1953 |     | Каламутний потік                            | にごりえ                                | Nigorie                                          | Асаносуке                                          |
| 1953 |     | Стогін гори                                 | 山の音                                  | Yama no oto                                      | Сінго Огата                                        |
| 1954 |     | Отже, є мрія                                | かくて夢あり                            | Kakute yume ari                                  | Утітака Огава                                      |
| 1954 |     | Квітка понцируса                            | からたちの花                            | Karatachi no hana                                | Чотаро Кітабара                                    |
| 1954 |     | Поразка Японії                              | 日本敗れず                              | Nihon yaburezu                                   | міністр закордонних справ                          |
| 1954 |     | Чорний приплив                              | 黒い潮                                  | Kuroi ushio                                      | журналіст Такуо Хаямії                             |
| 1955 |     | Коли кохаєш                                 | 愛すればこそ / 第三話 愛すればこそ      | Aisureba koso                                    | Горо (епізод 3)                                    |
| 1955 |     | Тягар кохання                               | 愛のお荷物                              | Ai no onimotsu                                   | міністр охорони здоров'я Дзедзабуро Аракі          |
| 1955 |     | Полум'я в снігу                             | 雪の炎                                  | Yuki no koi                                      | Аоянагі                                            |
| 1955 |     | Страшні оповідання про юність               | 青春怪談                                | Seishun kaidan                                   | Тецуя Окумура, батько Шигару                       |
| 1955 |     | Принцеса Ян Гуй Фей                         | 楊貴妃                                  | Yôkihi                                           | цзєдуши Ань Лушань                                 |
| 1955 |     | До зустрічі знову                           | あした来る人                            | Ashita kuru Hito                                 | Дайсуке Кадзі                                      |
| 1955 |     | Перевал квітів сала                         | 沙羅の花の峠                            | Sara no hana no toge                             | Сакакібара Гунносін                                |
| 1955 |     | Рання весна                                 | 早春                                    | Sôshun                                           | Ютака Кавай                                        |
| 1956 |     | Морок посеред дня                           | 真昼の暗黒                              | Mahiru no ankoku                                 | Юдзі                                               |
| 1956 |     | Цукігата Хампейта: книга квітів, книга бурі | 月形半平太 花の巻 嵐の巻                | Tsukigata Hanpeita: Hana no maki; Arashi no maki | Кацура Когоро                                      |
| 1956 |     | 48-річний опір                              | 四十八歳の抵抗                          | Shi jū hachi-sai no teikō                        | Котаро Нісімура                                    |
| 1957 |     | Тайфун над Нагасакі                         | Typhon sur Nagasaki                     | Typhon sur Nagasaki                              | Горі                                               |
| 1957 |     | Токійські сутінки                           | 東京暮色                                | Tôkyô boshoku                                    | Секі Секігуті                                      |
| 1957 |     | Пекельна квітка                             | 地獄花                                  | Jigoku bana                                      | Умасуке                                            |
| 1957 |     | Нічні метелики                              | 夜の蝶                                  | Yoru no chô                                      | Ітіро Сіросава                                     |
| 1957 |     | Діра                                        | 穴                                      | Ana                                              | Кентаро Укасіма                                    |
| 1957 |     | Перша історія кохання                       | 初恋物語                                | Hatsukoi monogatari                              | Сьохей Ганмару                                     |
| 1957 |     | Гул літаків і земля                         | 爆音と大地                              | Bakuon to daichi                                 | Кентаро Укасіма                                    |
| 1957 |     | Обране від Тіеко                            | 智恵子抄                                | Chieko-sho                                       | Котаро Такамура                                    |
| 1958 |     | Андзуко                                     | 杏っ子                                  | Anzukko                                          | Хейсіро Хіраяма, батько                            |
| 1958 |     | Варвар і гейша                              | 黒船 / The Barbarian and the Geisha     | The Barbarian and the Geisha                     | губернатор Тамура                                  |
| 1959 |     | Доля людська                                | 人間の条件 第一部 純愛篇、第二部 激怒篇 | Ningen no joken I                                | Окішима                                            |
| 1959 |     | Розрізаючи пітьму                           | 闇を横切れ                              | Yami o yokogire                                  | Такадзава                                          |
| 1959 |     | Хлопці з беззаконного кварталу              | 無法街の野郎ども                        | Muhô gai no yarô domo                            | Ідзюїн                                             |
| 1959 |     | Магістрат-смерч                             | たつまき奉行                            | Tatsumaki bugyô                                  | Тодо Садо-но-камі                                  |
| 1960 |     | Перемоги і поразки                          | 勝利と敗北                              | Shôri to haiboku                                 | Кімпей Мінегісі                                    |
| 1960 |     | Гостроязика гейша: продовження              | 続べらんめえ芸者                        | Zoku beran me-e geisha                           | Осіма                                              |
| 1961 |     | Штурмовий загін з 5 чоловік                 | 五人の突撃隊                            | Gonin no totsugeki tai                           | генерал-майор Соне                                 |
| 1961 |     | Ось і вогні порту                           | あれが港の灯だ                          | Are ga minato no hi da                           | рибалка Гото                                       |
| 1961 |     | Подорож нашого кохання                      | わが恋の旅路                            | Waga koi no tabiji                               | Кимура-добряк                                      |
| 1961 | м/ф | Брат-сирота                                 | 安寿と厨子王丸                          | Anju to zushio-maru                              | Фудзівара но Мородзане (озвучування)               |
| 1961 |     | Жінка народжується двічі                    | 女は二度生まれる                        | Onna wa nido umareru                             | Кійомаса Цуцуі                                     |
| 1961 |     | Розбещена самиця                            | 背徳のメス                              | Haitoku no mesu                                  | Наоюкі Нісідзава                                   |
| 1961 |     | Прибічник                                   | 熱愛者                                  | Netsuai sha                                      | Мураї                                              |
| 1961 |     | Остання війна                               | 世界大戦争                              | Sekai daisensô                                   | Прем'єр-міністр                                    |
| 1961 |     | Лікар в нестегновій пов'язці                | ふんどし医者                            | Fundoshi isha                                    | доктор Мейкай Ікеда                                |
| 1962 |     | Сімейні обставини                           | 家庭の事情                              | Katei no jijô                                    | Хейтаро Місава                                     |
| 1962 |     | Спадщина                                    | からみ合い                              | Karami-ai                                        | Сендзо                                             |
| 1962 |     | Дочка і я                                   | 娘と私                                  | Musume to watashi                                | Широ Іватані                                       |
| 1962 |     | Тихоокеанська війна і загони Хімеюрі        | 太平洋戦争と姫ゆり部隊                  | Taiheiyô Sensô to Himeyuri Butai                 | начштабу тайванських військ                        |
| 1962 |     | Гаряче джерело Акіцу                        | 秋津温泉                                | Akitsu onsen                                     | Мікамі                                             |
| 1962 |     | Зірка Гонконгу                              | 香港の星                                | Honkon no hoshi                                  | Гентаро Сугімото                                   |
| 1962 |     | Сльози на левовій гриві                     | 涙を、獅子のたて髪に                    | Namida o shishi no tategami ni                   | Кохей Мацудайра                                    |
| 1962 |     | Щоденник божевільного старого               | 瘋癲老人日記                            | Fûten Rôjin nikki                                | старий Токусуке                                    |
| 1962 |     | Народжений в гріху                          | 河のほとりで                            | Kawa no hotori de                                | Сіндзо Тагая                                       |
| 1962 |     | Пік слави: Гаряча молодість                 | 山の讃歌 燃ゆる若者たち                 | Yama no sanka: moyuru wakamono tachi             | Хіроока Ейдзьо                                     |
| 1963 |     | Ніндзя 2                                    | 続・忍びの者                            | Zoku shinobi no mono                             | Акеті Міцухіде                                     |
| 1963 |     | Банда Тюсінгура                             | ギャング忠臣蔵                          | Gyangu chûshingura                               | глава поліції Татібана                             |
| 1964 |     | Благодійник публіки                         | 傷だらけの山河                          | Kizudarake no sanga                              | Кацухей Аріма                                      |
| 1965 |     | Школа плоті                                 | 肉体の学校                              | Nikutai no gakko                                 | Тосінобу Хіра                                      |
| 1965 |     | І краса і печаль                            | 美しさと哀しみと                        | Utsukushisa to kanashimi to                      | Тосіо Окі                                          |
| 1965 |     | Відступ з острова Киска                     | 太平洋奇跡の作戦 キスカ                 | Taiheiyô kiseki no sakusen: Kisuka               | віце-адмірал Кавашима                              |
| 1967 |     | Найдовший день Японії                       | 日本のいちばん長い日                    | Nihon no ichiban nagai hi                        | Йонай Міцумаса, прем'єр-міністр і глава ВМФ Японії |
| 1970 |     | Потрясіння історії Сьови: воєнщина          | 激動の昭和史 軍閥                       | Gekido no showashi «Gunbatsu»                    | прем'єр Йонай Міцумаса                             |
| 1970 |     | Тора! Тора! Тора!                           | トラ・トラ・トラ！                      | Tora! Tora! Tora!                                | адмірал Ісороку Ямамото                            |
| 1972 |     | Меч помсти 4                                | 子連れ狼 親の心子の心                   | Kozure Ôkami: Oya no kokoro ko no kokoro         | 2-й ведучий актор Гомуне                           |
| 1974 |     | Пророцтва Нострадамуса                      | ノストラダムスの大予言                  | Nosutoradamusu no daiyogen                       | прем'єр-міністр Курокі                             |
| 1978 |     | Собача флейта                               | 犬笛                                    | Inubue                                           | сосай Нагата                                       |
| 1978 | т/с | Змова клану Ягю                             | 柳生一族の陰謀                          | Yagyû ichizoku no inbô                           | мечник Ягю Муненорі                                |
| 1979 |     | Загін тіней: Хатторі Хандзо                 | 影の軍団 服部半蔵                       | Kage no Gundan: Hattori Hanzo                    | Хосіна Масаюкі                                     |
| 1980 | т/с | Тінь воїнів: Хатторі Ханзо                  | 服部半蔵 影の軍団                       | Hattori Hanzô: Kage no Gundan                    | Хосіна Масаюкі                                     |
| 1983 |     | Антарктична повість                         | 南極物語                                | Nankyoku monogatari                              | капітан Івакірі                                    |
| 1985 |     | Другий — християнин                         | 二代目はクリスチャン                    | Nidaime wa kurisuchan                            | Накацугава                                         |
| 1986 |     | Ентузіаст                                   | ガン・ホー                              | Gan hō                                           | містер Сакамото                                    |
| 1987 |     | Токійський бордель                          | 吉原炎上                                | Yoshiwara enjo                                   | Ісабуро Окура                                      |
| 1991 |     | Ґодзилла проти Кінга Гідори                 | ゴジラvsキングギドラ                    | Gojira vs Kingugidora                            | прем'єр-міністр                                    |

Режисер
| Рік  | Назва українською    | Оригінальна назва | Транскрипція         | Режисер | Сценарист |
| ---- | -------------------- | ----------------- | -------------------- | ------- | --------- |
| 1953 | Краболов             | 蟹工船            | Kanikôsen            | Так     | Так       |
| 1954 | Чорний приплив       | 黒い潮            | Kuroi ushio          | Так     |           |
| 1955 | Перевал цквітів сала | 沙羅の花の峠      | Sara no hana no toge | Так     |           |

## Визнання
| Нагороди та номінації Со Ямамури | Нагороди та номінації Со Ямамури | Нагороди та номінації Со Ямамури             | Нагороди та номінації Со Ямамури |
| Рік                              | Категорія                        | Фільм                                        | Результат                        |
| -------------------------------- | -------------------------------- | -------------------------------------------- | -------------------------------- |
| Премія Блакитна стрічка          |                                  |                                              |                                  |
| 1951                             | Найкращий актор                  | Сестри Мунеката                              | Перемога                         |
| 1955                             | Найкращий новий режисер          | Чорний приплив                               | Перемога                         |
| 1962                             | Найкращий актор другого плану    | Ось і вогні порту                            | Перемога                         |
| Премія «Майніті»                 |                                  |                                              |                                  |
| 1951                             | Найкращий актор другого плану    | Сестри Мунеката та Повернення на батьківщину | Номінація                        |
| 1955                             | Найкращий актор                  | Чорний приплив та Стогін гори                | Перемога                         |
| Премія Kinema Junpo              |                                  |                                              |                                  |
| 1965                             | Найкращий актор                  | Благодійник публіки                          | Перемога                         |
| Премія Японської академії        |                                  |                                              |                                  |
| 2001                             | Спеціальна премія за кар'єру     | Спеціальна премія за кар'єру                 | Перемога                         |